# Talpa de Allende
Talpa de Allende là một đô thị thuộc bang Jalisco, México. Năm 2005, dân số của đô thị này là 13612 người.